# Taxus masonii
Taxus masonii — викопний вид хвойних дерев родини тисових (Taxaceae). Відомий лише з відкладень середнього еоцену, формації Кларно у північно-центральній частині штату Орегон. 

## Етимологія
Видовий епітет masonii даний на честь американського ботаніка Герберта Мейсона (Herbert L. Mason) за його внесок у вивчення західних північноамериканський викопних хвойних.

## Скам'янілості
Вперше описаний з низки ізольованих насінин, що скам'яніли у кремені. Голотип виду під номером USNM355474 зберігається у палеоботанічній колекції Національного музею природознавства у Вашингтоні. Там же знаходяться чотирнадцять зразків паратипів. Ще дев'ять паратипів є у колекції Університету Флориди, кілька зразків перебувають у Палеонтологічному музеї Університету Каліфорнії.